# Werner Schröter (Mediziner)
Werner Schröter (* 6. Juli 1933 in Waltershausen; † 5. Mai 2018) war ein deutscher Kinderarzt und Hochschullehrer.

## Leben
Schröter studierte Medizin an der Friedrich-Schiller-Universität Jena und der Universität Hamburg. Nach dem Studium folgten Tätigkeiten am Universitätsklinikum Hamburg-Eppendorf und am Institut für Biochemie der Albert-Ludwigs-Universität Freiburg. 1959 wurde er mit einer Untersuchung zu Fichtennadelölen promoviert. Von 1962 bis 1973 war Schröter am Universitätsklinikum Hamburg-Eppendorf als Assistenz- und Oberarzt tätig. Facharzt für Pädiatrie wurde er 1965. 1967 habilitierte er sich, 1971 wurde er zum Professor ernannt. 1973 folgte Schröter dem Ruf an die Georg-August-Universität Göttingen, wo er bis 2000 den Lehrstuhl für Kinderheilkunde innehatte.
Er wurde 1970 in die Joachim-Jungius-Gesellschaft berufen; seit 1988 war er ordentliches Mitglied der Deutschen Akademie der Naturforscher Leopoldina. 2000 wurde er Ehrenmitglied der Deutschen Gesellschaft für Kinder- und Jugendmedizin (DGKJ). Schröter war 25 Jahre lang Herausgeber der Monatsschrift Kinderheilkunde.

## Veröffentlichungen (Auswahl)
- Werner Schröter, Gregor Pindull, Ursula Kaehler: Blutkrankheiten im Kindesalter. Urban und Schwarzenberg, 1976, ISBN 978-3-541-07701-4.